# Hitman 2: Silent Assassin
Hitman 2: Silent Assassin är det andra spelet i spelserien Hitman producerad av IO Interactive från 2002.

## Handling
Agent 47 lever som trädgårdsmästare vid ett kloster på Sicilien, han har sedan länge hållit sig borta från International Contract Agency och sitt forna yrke. Han biktar sig dagligen och ber om förlåtelse för sina synder.
Hans nya liv faller dock samman då fader Vittorio, den enda prästen i klostret och 47s mentor, blir kidnappad av en maffialedare. Agent 47 får ett brev där ledaren kräver en summa pengar för att släppa prästen, men det går inte eftersom han donerade pengarna han tjänade som yrkesmördare till välgörenhet. 47 beslutar sig för att kontakta International Contract Agency för att be dem hjälpa honom att hitta Vittorio. De går med på det, men i gentjänst måste han börja jobba igen. Spelet utspelas på Sicilien, i Sankt Petersburg, i Japan, i Kuala Lumpur, i Afghanistan och i Indien.

## Nya funktioner
Hitman 2: Silent Assassin är det första spelet i serien där man använder ett nytt system med en mätare som visar hur misstänksamma personerna runtomkring 47 blir beroende på hur han beter sig. Det förekommer nya vapen liksom några hjälpmedel, bland dessa är en personsökare som kan användas som lockbete och kloroform att söva ner personer med.

## Mottagande
| Mottagande                | Mottagande                                         |
| Samlingsbetyg             | Samlingsbetyg                                      |
| Tjänst                    | Betyg                                              |
| ------------------------- | -------------------------------------------------- |
| Gamerankings              | (PS2) 85.02% (PC) 84.88% (Xbox) 84.63% (GC) 83.47% |
| Metacritic                | (PC) 87/100 (PS2) 85/100 (Xbox) 84/100 (GC) 83/100 |
| Recensionsbetyg           |                                                    |
| Publikation               | Betyg                                              |
| Electronic Gaming Monthly | 7/8/8.5/10                                         |
| Gamespot                  | 8,6/10                                             |
| Gamespy                   | 4,5/5                                              |
| IGN                       | 8,7/10                                             |

Spelet har fått en hel del positiva betyg från många spelkritiker.

## Soundtrack
Huvudartikel: Hitman: Codename 47 / Hitman 2: Silent Assassin